# 勝進訓練場
座標: 北緯38度04分40秒 東経127度21分16秒 / 北緯38.077750度 東経127.354385度
勝進訓練場（スンジンくんれんじょう、朝鮮語:승진 훈련장、英語:Nightmare Range）は、大韓民国京畿道抱川市永北面に所在する、大韓民国陸軍の総合訓練場である。第8機械化歩兵師団の管理下にある。

## 概要
1952年、アメリカ陸軍により鳴声山の麓の用地を買収して造成され、1973年韓国軍に移管された。
2010年8月4日、抱川市と第8師団は勝進訓練場を軍事安保観光商品化するために、1,800席の観覧席を設けて観光地として解放した。総合軍事火力演習を観光商品化することは勝進訓練場が世界初である。 毎年3月から12月、毎週水曜日の11時〜13時の間、訓練部隊の総合火力演習が行われる際に訓練を参観することができる。